# 五碘化铌
五碘化铌是一种无机化合物，化学式为Nb2I10，或简写为NbI5。它是黄色的抗磁性固体，对湿敏感。它由铌和碘的加热反应得到。其edge-shared的双八面体结构通过X射线衍射得到，铌和钽的其它五卤化物也具有这一结构。碘桥键的键长为0.3 Å，长于Nb-I键。